# Lychnocystis superstes
Lychnocystis superstes är en svampdjursart som först beskrevs av Schmidt 1880.  Lychnocystis superstes ingår i släktet Lychnocystis och familjen Aulocystidae. Inga underarter finns listade i Catalogue of Life.